# 金曜いきいきタイム
金曜いきいきタイム（きんよういきいきたいむ）は、1987年から2002年3月まで、タイトル通り、毎週金曜日の13:00～14:25（JST）に、神戸の独立UHF局（地方局）であるサンテレビで放送されていた地域密着型の情報番組。
開始当初は「金曜いきいきワイド」という番組名で、後に「金曜いきいきタイム」に改められた。

## 出演者

### 司会
- 青芝フック
- おかけんた※1997年度より出演
- 紅萬子

### その他の出演者
- 磯部公彦
- 岡本千恵子
- 工藤幸子
- 岡田ひさし
- 久美＆大樹
- 津田なおみ
- てつや
- 山口雅三
- 桂木美和
- 豊永真琴
- 森川みどり
- 波江野陽子
- 小田根実穂
- 若原瞳
- 小原由起子
- 吉沢京子
- 仲本工事
- 川崎麻世
- 倉本和人
- 大和田伸也
- 舟木一夫
- 長谷川宏
- ますだおかだ
- ケイン・コスギ
- ショー・コスギ
- 東園子

## 主なコーナー
- 歯っぴいクイズ…兵庫県歯科医師会主催のクイズ形式のコーナー

## テーマソング
- 初代：金曜いきいきタイムオリジナルテーマ…1987年4月 - 1998年3月
- 二代目：ドキドキ（JUDY AND MARY）…1998年4月 - 2002年3月